# Hans Glas GmbH
La Hans Glas GmbH o più brevemente Glas è stata una casa automobilistica e motociclistica tedesca attiva tra il 1951 e il 1968 fondata a Pilsting e con sede a Dingolfing.

## Storia

### La fondazione e gli inizi

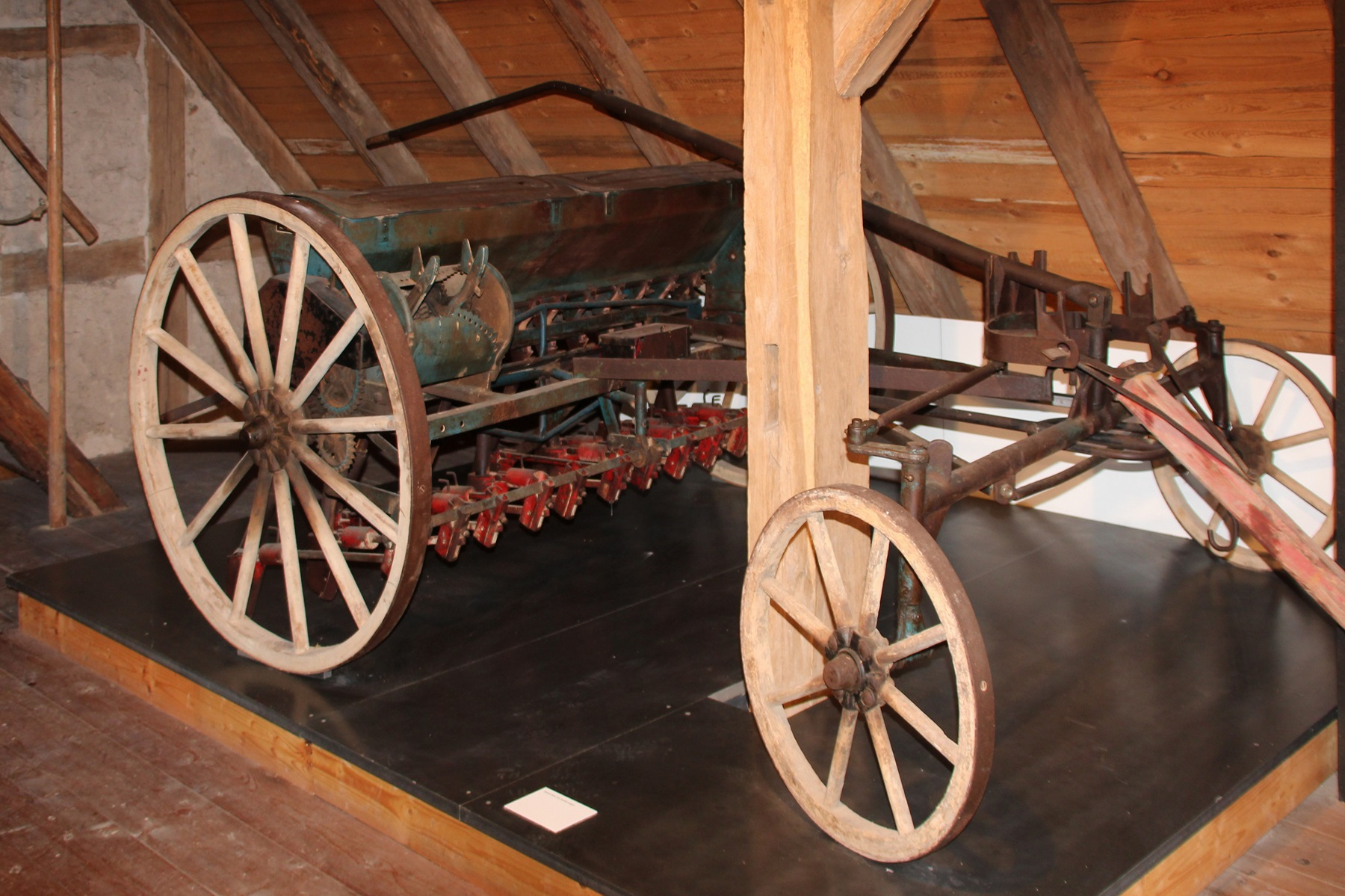
Una seminatrice chiamata Isaria costruita dalla Glas

Fondata nel 1895 a Pilsting, in Baviera, come officina per la riparazione di macchine agricole, nel 1905 passò alla costruzione di seminatrici e altre macchinari per l'agricoltura. La produzione Glas ebbe notevole successo, tanto da aprire un secondo stabilimento a Dingolfing, poco distante da quello già esistente.

### I macchinari e la produzione motociclistica

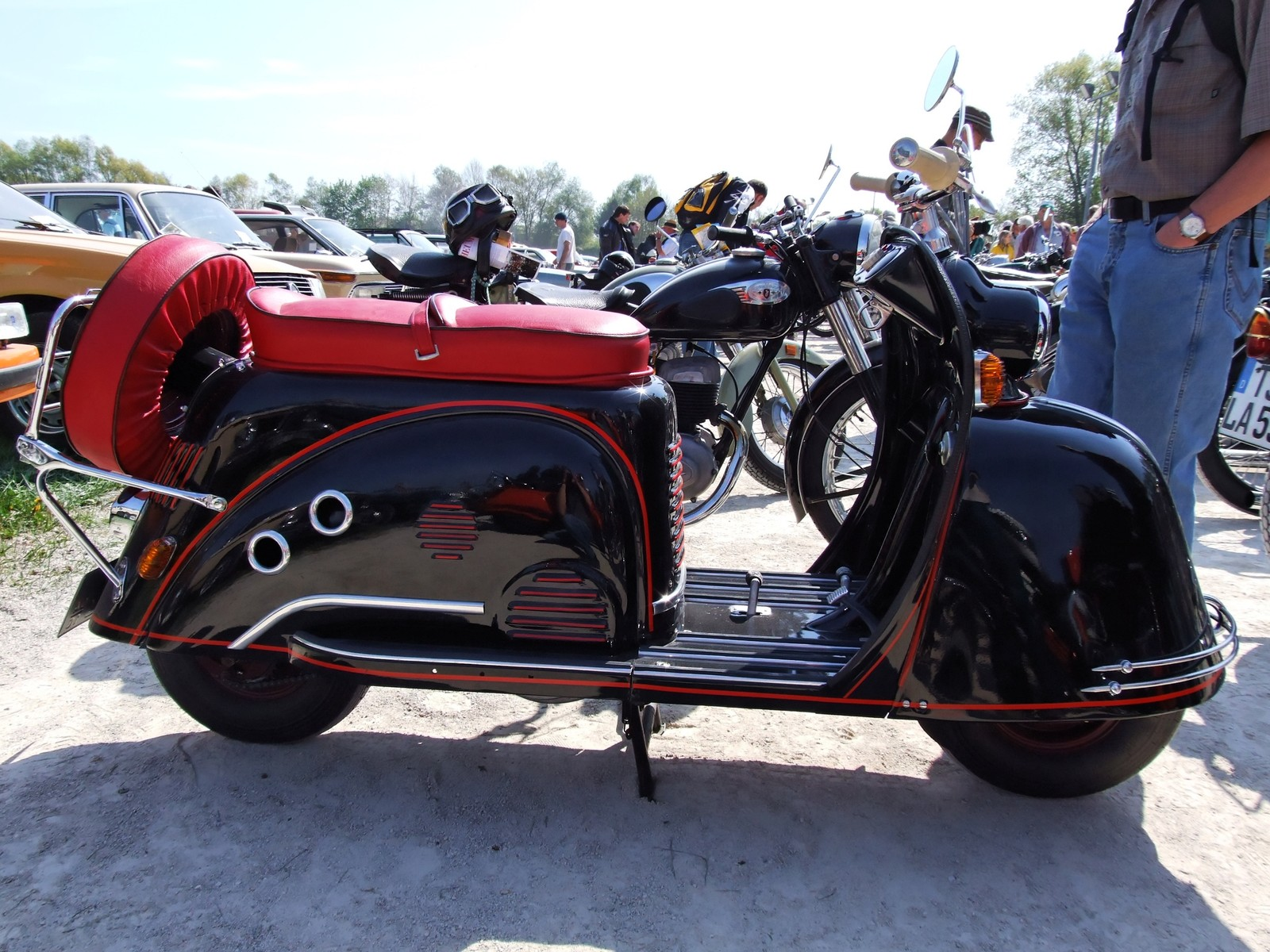
Lo scooter "Goggo"

Con la fine della seconda guerra mondiale il mercato delle macchine agricole subì un crollo. Alla Glas si pensò di affiancare alla produzione di macchinari agricoli quella di impastatrici per fornai. In seguito a un viaggio in Italia di Andreas Glas, fondatore dell'azienda, nel 1951, si decise di iniziare la costruzione di scooter, mezzo che in Italia stava riscuotendo un notevole successo. Il Goggo (questo il nome dello scooter), era equipaggiato con un motore a due tempi monocilindrico di 125 cm³, affiancato poi da modelli di 150 e 200 cm³. A partire dal 1953 venne costruito anche in versione motocarro. La produzione degli scooter Glas cessò nel 1956.

### Il passaggio alla produzione automobilistica

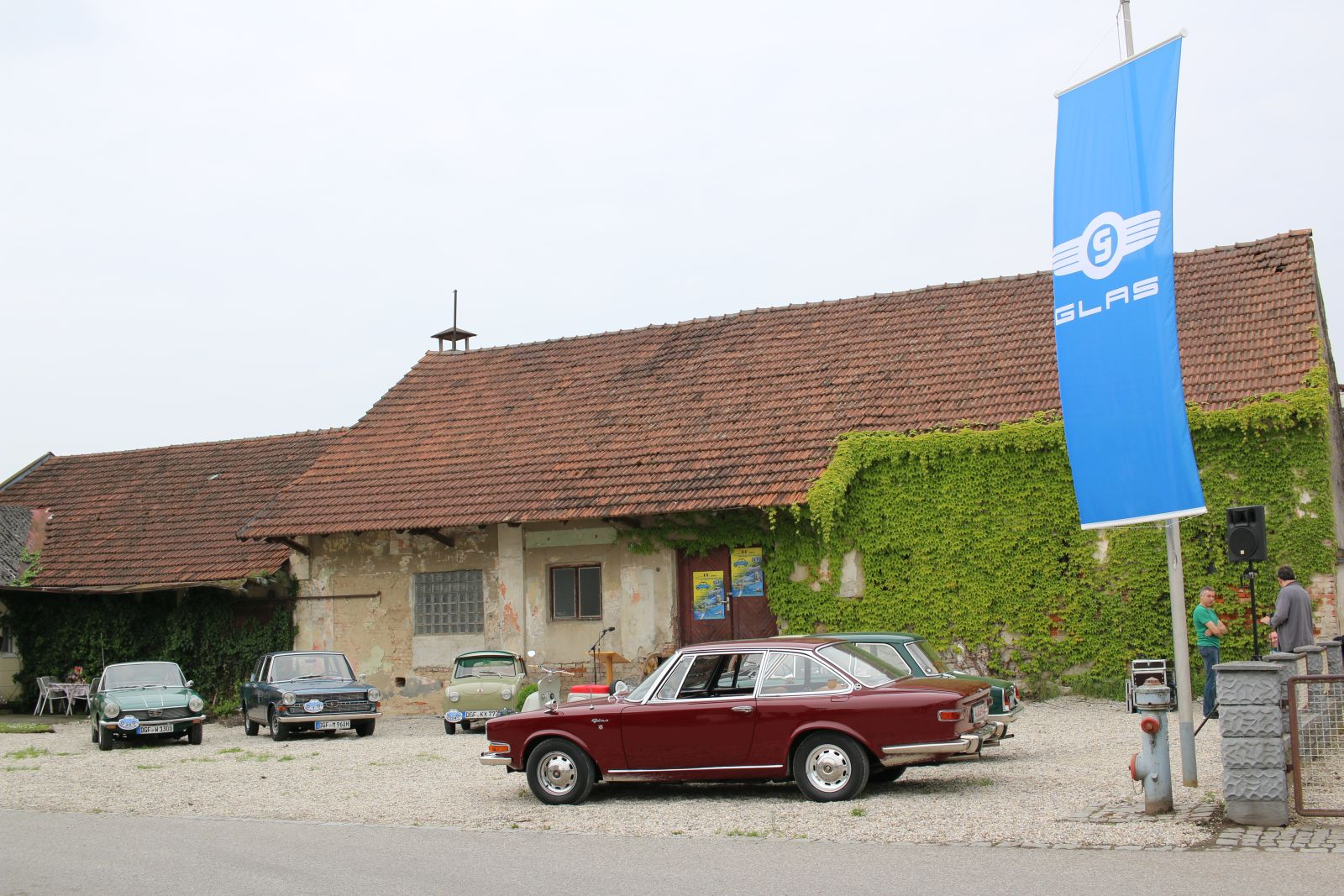
L'ex laboratorio di Pilsting dove è stata fondata l'azienda, in occasione del 60º anniversario della produzione della Goggomobil, con diverse automobili prodotte dalla casa tedesca

A partire dal 1955, infatti, la Glas era entrata anche nel settore automobilistico, con la Goggomobil, piccola vettura utilitaria mossa da un bicilindrico a due tempi di 250 cm³, disponibile in versione berlina, coupé e autocarro. Nel 1958 entrò in produzione la Goggomobil T 600 con un nuovo motore a quattro tempi bicilindrico boxer di 600 cm³, piazzato anteriormente; questa versione nel 1959 fu ribattezzata Isar.
Nel 1962 la gamma Glas si ampliò verso l'alto, con la presentazione della 1004, spinta da un nuovo 4 cilindri di un litro di cilindrata. Disponibile nelle versioni berlina, cabriolet e coupé, dall'anno seguente si affiancarono le versioni di 1200 cm³ (siglate 1204) e 1300 cm³ (le 1304). Del 1964 è la 1300 GT, coupé e successivamente anche spider, con carrozzeria disegnata da Frua. Nello stesso anno venne presentata la 1700, berlina a quattro porte che andava a sfidare la BMW 1500.
Novità del 1966 era la 2600 V8, una grossa granturismo con motore V8 derivato dall'unione di due motori della 1304 sullo stesso basamento. La carrozzeria, disegnata da Frua, riprendeva molti stilemi di quella della Maserati Quattroporte prima serie, altro lavoro della carrozzeria torinese, tanto che assunse il soprannome di "Glaserati".

### L'acquisizione da parte della BMW e la chiusura

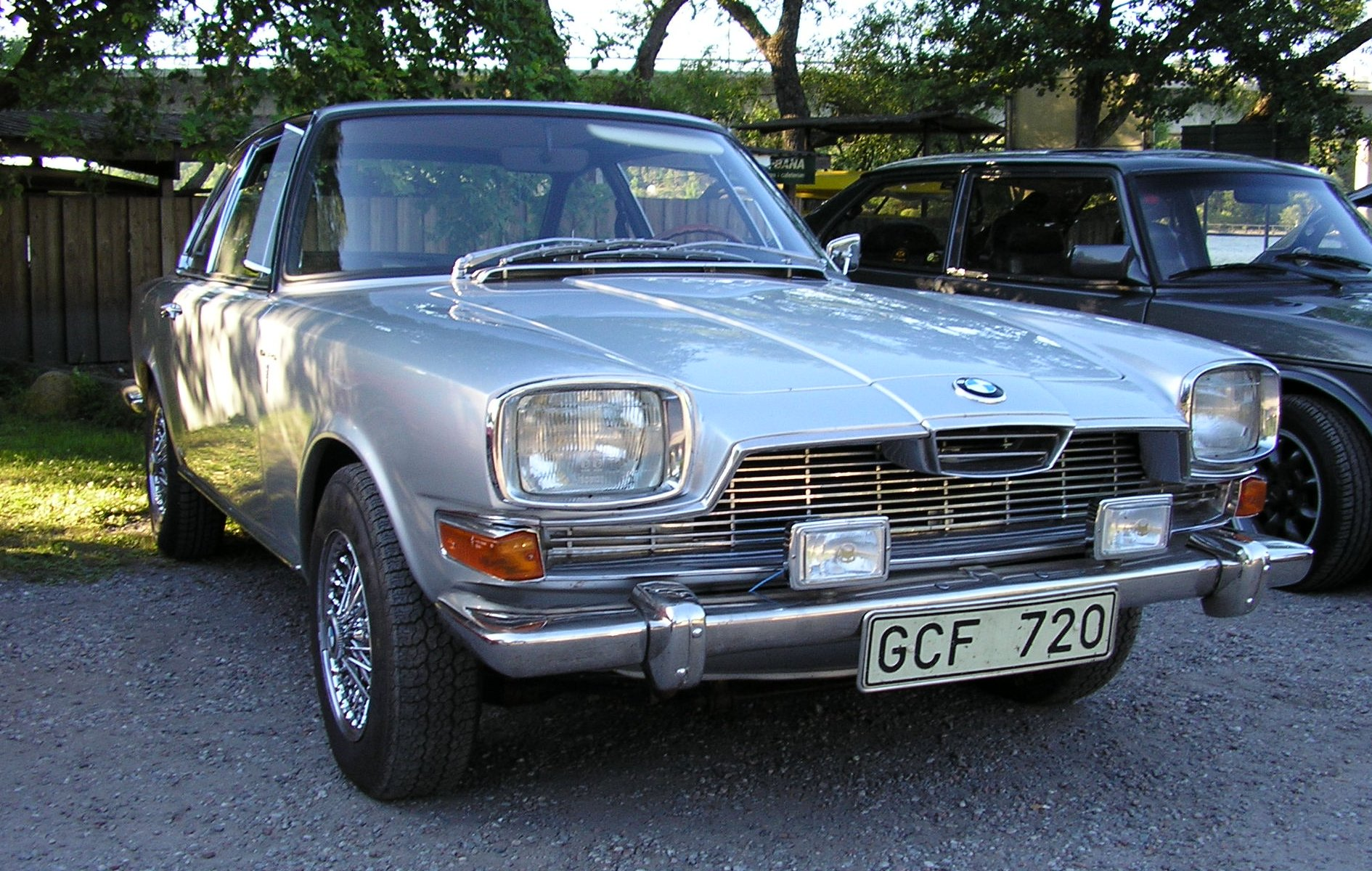
La Glas-BMW 3000 GT del 1968

Nel 1966 la BMW rilevò la Glas: i modelli Glas entrarono nel listino BMW, restandoci fino all'anno seguente, talvolta con alcune modifiche, come nella "GT" a cui venne montato un 4 cilindri BMW di 1600 cm³, mentre la V8 ebbe un nuovo motore di 3 litri. Alla fine degli anni sessanta lo stabilimento Glas venne chiuso e demolito; sulle sue ceneri la BMW costruì un nuovo stabilimento, attualmente la più grande e importante fabbrica BMW dove si costruiscono le Serie 5, le Serie 6 e le Serie 7, oltre che le carrozzerie per la Rolls-Royce Ghost.

## Veicoli prodotti

### Motoveicoli
- Goggo

### Autovetture
- Goggomobil (1955)
- Isar (1958)
- 1004, 1204 e 1304 (1962)
- GT (1964)
- 1700 (1964)
- V8 (1965)